# NGC 5366
NGC 5366 é uma galáxia espiral (S0-a) localizada na direcção da constelação de Virgo. Possui uma declinação de -00° 14' 51" e uma ascensão recta de 13 horas, 56 minutos e 24,9 segundos.